# フィーバーバカ殿
フィーバーバカ殿（フィーバーバカどの）は、2002年3月にSANKYOが発売した、志村けんのキャラクター「バカ殿」をモチーフにした巨大ギミック搭載のパチンコ機のシリーズ名。
CRフィーバーバカ殿SPとCRフィーバーバカ殿GP、フィーバーバカ殿DXの3機種がある。

## 概要
液晶型のデジパチ。盤面右に配置されている「バカ殿役物」が様々な役割を果たす。主な役割は予告の告知で、デジタル回転直後にバカ殿役物が「あい〜ん」と動けば、その後、液晶内に必ず何らかの予告が発生する。
他にも予告やリーチ時の各演出に合わせて動き、信頼度をアップさせる。

液晶上に配置されている扇子役物は、作動することがあるが、こちらは演出の盛り上げ用で信頼度に影響はない。扇子役物が作動するポイントは、特定のリーチ時など予め決められている。

基本は縦スクロールの5ライン表示である。特定のスーパーリーチ発展時には有効ラインが増加することもあるが、いずれも同一図柄が一直線に並べば大当たりとなる。

シリーズ機には、奇数図柄揃いで確変に突入するスペック違いのCR機2種と、時短搭載の現金機が1種存在する。

時短搭載のDXは、大当たり後に必ず時短に突入する仕様となっている。奇数図柄揃いなら120回転の時短に突入し、偶数図柄揃いなら60回転の時短に突入する。

## スペック
- CRフィーバーバカ殿SP[1]
  - 賞球数 5&12&15
  - 大当たり最高継続 15R（10カウント）
  - 大当たり確率 1/315.5
  - 確変中大当たり確率　1/63.1
  - 確変突入率　1/2
  - 確変期間　10000回転まで/リミッターなし
- CRフィーバーバカ殿GP[1]
  - 賞球数 5&15
  - 大当たり最高継続 15R（9カウント）
  - 大当たり確率 1/315.5
  - 確変中大当たり確率　1/63.1
  - 確変突入率　1/2
  - 確変期間　10000回転まで/リミッターなし
- フィーバーバカ殿DX[1]
  - 賞球数 5&10&13
  - 大当たり最高継続 16R（10カウント）
  - 大当たり確率 1/219.5
  - 時短突入率　100%
  - 時短回数

壱･三･五･七で大当たり　120回
二･四･六･八で大当たり　60回

## 図柄
確変図柄
- 壱
- 三
- 五
- 七

通常図柄
- 二
- 四
- 六
- 八

## 演出
予告アクション
予告アクションは発生した時点でリーチ確定となるものが多い。
- スベリ

普段は4コマしか進まない右出目が、5コマ以上進み出せばスベリ予告発生となる。リーチ確定だが、単体では期待度に変化はあまりない。
- カラス

デジタル回転中にカラスが画面を横切ればリーチのチャンスとなっており、5パターンのカラス予告が存在する。
- 黒カラス予告

黒カラスが画面を横切る予告。リーチに発展しないガセパターンもある。
- 黒カラス群予告

黒カラスが画面左右のどちらかから現れて「カー」と鳴いた後にチビカラス群が出現。リーチが確定し、信頼度もアップする。
- 焼き鳥カラス予告

焼き鳥が画面を横切る予告。出現したらリーチ確定である。
- 焼き鳥カラス群予告

焼き鳥カラスが画面左右のどちらかから現れて「カー」と鳴いた後にチビ焼き鳥カラス群が出現。スーパーリーチが確定し、信頼度も大幅にアップする。
- 白鳥予告

黒カラスか焼き鳥カラスが出現し、「カー」と鳴いた後に群予告ではなく白鳥が出現。2回に1回は大当たりする激アツ予告である。
- おっかけ

2種類あるおっかけ予告のいずれかが発生したらリーチ確定となる。デジタル回転中に画面右からバカ殿が腰元を追いかけ回す「殿おっかけ予告」と、殿が町人に扮して画面左から登場して町娘を追いかけ回す「町人おっかけ予告」の2パターンある。
単価で発生するよりも他の予告と複合した方がチャンスアップとなるが、カラス予告とは複合しない。
- 背景予告

デジタル回転中に背景が切り替わる。前の回転までが昼なら夕方、夕方なら夜と、変化するパターンは決まっているが、どれでも発生すればリーチ確定となっており、他の予告と複合することもある。
- あたるよ予告

役物が作動して、バカ殿が登場。徐々に手前にズームアップして「あたるよ！」と一言だけ発する。冗談みたいな喋り方だが、言葉通りその時点で大当たりが確定する。

リーチアクション
リーチアクションはノーマルリーチ含め全6種類ある。ノーマルハズレから発展するスーパーリーチは3種類あり、バカ殿らしいコミカルなアクションとなっている。
- ノーマルリーチ

シングルラインかダブルラインで発生する。ノーマルハズレ後にスーパーリーチに発展するパターン以外に、中出目が「八」で停止してハズれた時は、期待度の高いスーパーリーチに発展する「バカ殿チャンス」に突入することがある。
バカ殿チャンスが発生すれば、必ずスーパーリーチに発展する。
- ぶった斬りリーチ

バカ殿が中出目を斬り捨てるアクションを行う。一旦ハズれても図柄を斬りながら進めていく発展形もある。
ハズレ後に画面が巻き戻される大当たり確定の復活パターンもある。
- 流鏑馬リーチ

図柄が上下段に3つ並ぶトリプルリーチに発展する。バカ殿が馳せながら弓を引き、3つあるリーチ図柄が的となった瞬間に矢を射れば大当たりとなる。
- マルチラインリーチ

マルチラインに発展したら大当たりラインが4つ、または6つに増える。まず左のふすまから図柄が現れ、ふすまが開閉する度に図柄が進行する。
左がハズれても今度は右のふすまから図柄が現れ、同じように1コマずつ進んでいく。
1種類の大当たり図柄がいくつも並ぶプレミアムパターンも存在する。
- パズルリーチ

特定のハズレ出目から発展。同一図柄が3つ画面内にあるチャンス目停止で発展のチャンスとなる。チャンス目の停止形は、右ズレ目や左ズレ目、バラケ目などがある。
ぐるぐると図柄が回転する中で、殿の顔が一直線に並べば大当たりとなる。
一旦ハズレてもバカ殿が出現するパターンや、図柄が殿の顔しかないプレミアムパターンもある。
- 全回転リーチ

バカ殿の役物が動いた直後に、大当たり確定の「ふすま予告」が発生。ふすまが開くと場面が女湯に移行し、のぞきがバレたバカ殿は桶を投げつけられ夜空に吹っ飛んでいく。
図柄が3つ揃いとなって大当たり図柄がカウントダウンに合わせて表示されていき、夜空に全回転花火が打ち上がる。
全回転リーチは、必ずふすま予告を経由してから発生する。

再抽選
再抽選の「ちょんまげルーレット」は、殿のちょんまげがルーレットの大吉で止まれば確変、吉なら通常大当たりとなる仕組みである。
ルーレットが回るたびに発する殿の声と、まげを引っ張られているような表情が笑いを誘う。
確変図柄揃いから格下げで通常大当たり図柄になることはない。

小当たり&電チュー
確変中は電チュー狙いの止め打ちで出玉の維持が可能である。手順は、小デジタルの回転と同時に3秒間打ち出しを止めるだけで良い。
|                    | 通常時    | 確変中    |
| ------------------ | --------- | --------- |
| 小当たり確率       | 10/11     | 10/11     |
| 小デジタル回転時間 | 29.2秒    | 5.1秒     |
| 電チュー開放時間   | 0.2秒 1回 | 1.6秒 2回 |

時間短縮機能
メインデジタルの回転時間は、保留が0〜3の状態で消化した場合は約12.1秒で、保留が4の状態で消化した場合は約5.1秒と短縮される。
デジタルの時短は保留4時のみだが、この時短機能を活用することで時間効率を上げるという意味では大きな効果を発揮する。